# Charlatangruppen
Charlatangruppen, senere blot Charlatan, var et dansk pop-/rockband fra 1970'erne og først i 1980'erne.
Charlatangruppen opstod ud af et musikmiljø i Lyngby, hvorfra flere af de oprindelige medlemmer kendte hinanden. Den gennemgående person i gruppen var Thorstein Thomsen, der tidligere sammen med Ivan Horn, Per Wium og René Wulff også havde spillet med C.V. Jørgensen på dennes første plader. Gruppen havde varierende besætning i sin levetid og udgav fem album i perioden 1976-1981, inden den blev opløst kort efter udgivelsen af det femte album Pop.

## Medlemmer
Gruppens medlemmer fordelt på album:
| Musiker           | Instrument(er)          | Hvad er der galt med Benny? | Glimt fra Verners verden | Masser af mennesker | Een på hatten | Pop |
| ----------------- | ----------------------- | --------------------------- | ------------------------ | ------------------- | ------------- | --- |
| Thorstein Thomsen | Keyboard, guitar, vokal | X                           | X                        | X                   | X             | X   |
| René Wulff        | Trommer, persussion     | X                           | X                        |                     |               |     |
| Henning Pold      | Bas                     | X                           |                          |                     |               |     |
| Ivan Horn         | Guitar                  | X                           |                          |                     |               |     |
| Pia Dalsgaard     | Vokal                   | X                           | X                        | X                   |               |     |
| Gerner Bresson    | Vokal, fløjte           | X                           |                          |                     |               |     |
| Gert Smedegaard   | Trommer                 |                             | X                        |                     |               |     |
| Niels Pontoppidan | Guitar                  |                             | X                        |                     |               |     |
| Per Wium          | Keyboards               |                             | X                        |                     |               |     |
| Peter Brander     | Guitar, vokal           |                             | X                        | X                   | X             |     |
| Lotte Rømer       | Vokal, violin           |                             | X                        |                     |               |     |
| Peter Hansen      | Bas                     |                             |                          | X                   | X             | X   |
| Steen Svare       | Guitar                  |                             |                          | X                   |               |     |
| Terje Barnholdt   | Trommer, percussion     |                             |                          | X                   | X             | X   |
| Kåre Barkou       | Keyboards               |                             |                          |                     | X             | X   |
| Jan Irhøj         | Guitar                  |                             |                          |                     |               | X   |

## Diskografi
Gruppen udgav følgende album:
Som Charlatangruppen
- Hvad er der galt med Benny? (1976)
- Glimt fra Verners verden (1977)

Som Charlatan
- Masser af mennesker (1978)
- Een på hatten (1979)
- Pop (1981)